# Ожарув-Перший
Ожарув-Перший (пол. Ożarów Pierwszy) — село в Польщі, у гміні Ополе-Любельське Опольського повіту Люблінського воєводства.
Населення — 134 особи (2011).

## Демографія
Демографічна структура станом на 31 березня 2011 року:
|          | Загалом | Допрацездатний вік | Працездатний вік | Постпрацездатний вік |
| -------- | ------- | ------------------ | ---------------- | -------------------- |
| Чоловіки | 66      | 13                 | 43               | 10                   |
| Жінки    | 68      | 14                 | 32               | 22                   |
| Разом    | 134     | 27                 | 75               | 32                   |